# Copa Pan-Americana de Hóquei sobre a grama Masculino de 2022
A Copa Pan-Americana de Hóquei sobre a grama Masculino de 2022 foi a sexta edição deste torneio, administrado e patrocinado pela Federação Pan-Americana de Hóquei (PAHF), reunindo as principais seleções deste esporte nas Américas. O Chile sediou esta competição, com as partidas sendo realizadas na cidade de Santiago, no Prince of Wales Country Club.
A equipe da Argentina conquistou seu quarto título da Copa Pan-Americana, assegurando uma das duas vagas na Copa do Mundo de 2023.

## Regulamento e participantes
A competição teve duas fases distintas.
Na primeira delas, as equipes foram divididas em dois grupos, disputados com partidas dentro dos mesmos. O campeão de cada chave qualificou-se diretamente para as semifinais, enquanto que os segundos e terceiros colocados avançaram para a fase de crossover, cujos vencedores classificaram-se também às semifinais e os perdedores foram para a disputa pelo quinto e sexto lugares.
Na sequência, os vencedores das semifinais foram para a disputa pelo título, enquanto os perdedores se enfrentaram pelo terceiro lugar desta competição. Os dois primeiros colocados classificaram-se diretamente para a Copa do Mundo de 2023, na Índia, além de permanecerem na Copa Pan-Americana em sua próxima edição.
Além do Chile, se fizeram presentes as seleções de Argentina, Brasil, Canadá, Estados Unidos, México e Trinidad e Tobago. O Peru estava qualificado a participar deste campeonato, mas acabou declinando em razão de alguns de seus atletas terem testado positivo para a COVID-19.

## Jogos
Seguem-se, abaixo, as partidas realizadas nesta competição.

### Primeira fase

#### Grupo A
1ª rodada
| 20 de janeiro |      |        |         |  |  |
| Argentina     | 10–0 | Brasil | Reporte |  |  |

2ª rodada
| 22 de janeiro |     |           |         |  |  |
| Chile         | 2–3 | Argentina | Reporte |  |  |

3ª rodada
| 24 de janeiro |     |       |         |  |  |
| Brasil        | 0–5 | Chile | Reporte |  |  |

#### Classificação final - Grupo A
| Equipe    | Pts | J | V | E | D | GF | GC | Saldo |
| --------- | --- | - | - | - | - | -- | -- | ----- |
| Argentina | 6   | 2 | 2 | 0 | 0 | 13 | 2  | +11   |
| Chile     | 3   | 2 | 1 | 0 | 1 | 7  | 3  | +4    |
| Brasil    | 0   | 2 | 0 | 0 | 2 | 0  | 15 | -15   |

- Fonte: Federação Internacional de Hóquei - FIH.[5]
- Convenções: Pts = pontos, J = jogos, V = vitórias, E = empates, D = derrotas, GF = gols feitos, GC = gols contra, Saldo = diferença de gols.
- Critérios de pontuação: vitória = 3, empate = 1, derrota = 0.
- Argentina classificada diretamente às semifinais. Chile e Brasil avançaram a fase de crossover.
- O Peru, que estava designado para o Grupo A, desistiu da competição, em razão de alguns dos seus atletas terem testado positivo para a COVID-19.[7]

#### Grupo B
1ª rodada
| 20 de janeiro |      |       |         |  |  |
| Canadá        | 11–1 | Chile | Reporte |  |  |

| 20 de janeiro  |     |                   |         |  |  |
| Estados Unidos | 4–3 | Trinidad e Tobago | Reporte |  |  |

2ª rodada
| 22 de janeiro |     |                   |         |  |  |
| México        | 4–2 | Trinidad e Tobago | Reporte |  |  |

| 22 de janeiro  |     |        |         |  |  |
| Estados Unidos | 2–1 | Canadá | Reporte |  |  |

3ª rodada
| 24 de janeiro |     |                   |         |  |  |
| Canadá        | 5–2 | Trinidad e Tobago | Reporte |  |  |

| 24 de janeiro |     |                |         |  |  |
| México        | 1–7 | Estados Unidos | Reporte |  |  |

#### Classificação final - Grupo B
| Equipe            | Pts | J | V | E | D | GF | GC | Saldo |
| ----------------- | --- | - | - | - | - | -- | -- | ----- |
| Estados Unidos    | 7   | 3 | 2 | 1 | 0 | 13 | 5  | +8    |
| Canadá            | 6   | 3 | 2 | 0 | 1 | 17 | 5  | +12   |
| México            | 3   | 3 | 1 | 0 | 2 | 6  | 20 | -14   |
| Trinidad e Tobago | 0   | 3 | 0 | 0 | 3 | 7  | 13 | -6    |

- Fonte: Federação Internacional de Hóquei - FIH.[5]
- Convenções: Pts = pontos, J = jogos, V = vitórias, E = empates, D = derrotas, GF = gols feitos, GC = gols contra, Saldo = diferença de gols.
- Critérios de pontuação: vitória = 3, empate = 1, derrota = 0.
- Estados Unidos classificado diretamente às semifinais. Canadá e México avançaram a fase de crossover.

### Fase final

#### Crossover
| 26 de janeiro |        |     |        |         |  |  |
| C1            | Canadá | 4-0 | Brasil | Reporte |  |  |

| 26 de janeiro |       |     |        |         |  |  |
| C2            | Chile | 3-1 | México | Reporte |  |  |

#### Semifinais
| 28 de janeiro |           |     |        |         |  |  |
| S1            | Argentina | 5-2 | Canadá | Reporte |  |  |

| 28 de janeiro |                |               |       |         |  |  |
| S2            | Estados Unidos | 0-0 (SO: 1-3) | Chile | Reporte |  |  |

#### Decisões
| 28 de janeiro |        |     |        |         |  |  |
| 5/6           | Brasil | 1-4 | México | Reporte |  |  |

| 30 de janeiro |        |     |                |         |  |  |
| 3/4           | Canadá | 3-1 | Estados Unidos | Reporte |  |  |

| 30 de janeiro |           |     |       |         |  |  |
| 1/2           | Argentina | 5-1 | Chile | Reporte |  |  |

### Classificação final
| Posição | Equipe            |
| ------- | ----------------- |
| 1       | Argentina         |
| 2       | Chile             |
| 3       | Canadá            |
| 4       | Estados Unidos    |
| 5       | México            |
| 6       | Brasil            |
| 7       | Trinidad e Tobago |

Convenções finais:
- Argentina e Chile qualificaram-se para a Copa do Mundo de 2023.[1]

## Premiações
Ao final desta competição, os seguintes atletas foram premiadas de maneira individual:
- Melhor jogador: Matías Rey (Argentina).
- Melhor goleiro: Gonzalo Segura (México).
- Artilheiro: Gordon Johnston (Canadá).

## Campeão
| Copa Pan-Americana de 2022 Hóquei sobre a grama masculino |
| --------------------------------------------------------- |
| Argentina Campeão (4º título)                             |